# Multareoides bifurcatus
Multareoides bifurcatus är en insektsart som beskrevs av Cook. Multareoides bifurcatus ingår i släktet Multareoides och familjen hornstritar. Inga underarter finns listade i Catalogue of Life.